# Так долго на ярмарке
«Так долго на ярмарке» (англ. So Long at the Fair) — британский триллер режиссёров Теренса Фишера и Энтони Дарнборо, который вышел на экраны в 1950 году. Название фильма происходит от народной детской песенки Johnny’s So Long at the Fair (в переводе — Джонни так долго на ярмарке).
Фильм поставлен по одноимённому роману 1947 года британского писателя и драматурга Энтони Торна (англ. Anthony Thorne). В этом фильме англичанка Вики Бартон (Джин Симмонс) вместе с братом Джонни (Дэвид Томлинсон) в ходе поездки по Европе приезжает в Париж, чтобы посетить Всемирную выставку 1889 года. Они проводят ночь в городе, а на следующее утро Вики обнаруживает, что брат пропал. Нет не только записи о его регистрации в гостинице, но и номера, в который он заселился. Никто из персонала отеля не помнит, чтобы когда-либо видел его, и Вики в отчаянии обращается сначала к британскому консулу, а затем к комиссару парижской полиции, но это не даёт результатов. Полная решимости разгадать тайну исчезновения своего брата, Вики обращается за помощью к случайному знакомому, британскому художнику Джорджу Хэтэуэю (Дерк Богард), и вместе они в итоге выясняют правду о случившемся.
Фильм получил преимущественно позитивные отклики критики, отметившей увлекательный напряжённый сюжет, основанный на городской легенде, сильную постановку, прекрасную передачу атмосферы праздничного Парижа, шикарные костюмы и великолепную актёрскую игру.

## Сюжет
В 1889 году молодая англичанка Вики Бартон (Джин Симмонс) вместе со старшим братом и опекуном Джонни (Дэвид Томлинсон) приезжает из Неаполя в Париж, чтобы посетить Всемирную выставку. Они селятся в гостинице «Единорог» в номерах 17 и 19, после чего Вики ведёт своего заметно уставшего брата на ужин в «Мулен Руж». По возвращении в гостиницу Вики сразу же отправляется спать, а Джонни остаётся в холле, чтобы выпить рюмку коньяка. Тем временем проживающий в Париже английский художник Джордж Хэтэуэй (Дерк Богард) привозит в «Единорог» свою подругу Роду О’Донован (Онор Блэкман) вместе с матерю (Бетти Уоррен). Так у него нет мелких денег, чтобы расплатиться с извозчиком, Джордж просит Джонни разменять ему 100 франков. В ответ Джонни дает ему 50 франков и называет ему своё имя и номер комнаты, чтобы завтра тот смог вернуть долг.
Утром Вики направляется в номер к брату, с удивлением обнаруживая на месте двери в комнату № 19 голую стену. Она направляется к хозяйке гостиницы мадам Эрве (Кэтлин Несбитт), которая утверждает, что Вики вчера заселилась в гостиницу одна. Это же подтверждает и Нарцисс (Марсель Понтен), брат и помощник мадам Эрве, а также администратор на стойке регистрации. По просьбе Вики ей показывают запись в учётной книге, где в графе о заселении имя и подпись брата отсутствуют. Они также утверждают, что в гостинице никогда не было комнаты № 19, а этот номер закреплён за санузлом рядом с её комнатой. Отказываясь верить словам мадам Эрве, Вики направляется за помощью к британскому консулу (Феликс Эйлмер), и за ней тайно следует Нарцисс. Так как утверждения Вики об исчезновении брата ничем не подкреплены, консул предлагает ей найти свидетеля, который мог бы подтвердить, что вчера Джонни был вместе с ней в гостинице. Вики вспоминает, что вчера в гостинице их видела горничная Нина (Зена Маршалл), которая укладывала Вики причёску. Нина тогда рассказывала, что на следующий день вместе со своим парнем пойдёт на Всемирную выставку, где они будут летать на воздушном шаре. Так как консул торопится на открытие выставки, он предлагает Вики поехать вместе с ним, чтобы попытаться найти там Нину. Когда они приезжают на место, Вики видит, как Ники уже садится в воздушный шар и взлетает. Через несколько минут после взлёта воздушный шар загорается, падает и разбивается о землю. Вики понимает, что потеряла своего свидетеля.
Она предпринимает ещё одну попытку, обращаясь за помощью к комиссару французской полиции (Остин Тревор). Тот приезжает с Вики в гостиницу, расспрашивая мадам Эрве и её брата, затем осматривает стену помещения и изучает гостиничный журнал, но не находит ничего, что могло бы подтвердить слова Вики. Пообещав помочь, если всплывёт что-то новое, комиссар уезжает. Поскольку номер Вики был забронирован всего на две ночи, мадам Эрве просит Вики освободить его, так как завтра уже должны заехать новые гости. Понимая, что у Вики нет денег, в качестве жеста доброй воли мадам Эрве покупает ей билет на поезд до Лондона и поручает Нарциссу отвезти её на вокзал.
Чуть ранее Джордж отправил с Родой письмо Джонни, в которое вложил 50 франков. Когда Рода не обнаружила в гостинице номера 19, она засунула письмо под дверь номер 17, где, как она помнила, остановилась сестра Джонни. Когда Вики вернулась в номер, чтобы забрать свои вещи, она увидела на полу это письмо, из которого следовало, что оно адресовано Джонни, который живёт в номере 19. Вики в сопровождении Нарцисса приезжает на вокзал, где он следит за тем, чтобы она села в вагон, а затем уходит. Вернувшись в гостиницу, Нарцисс с мадам Эрве открывают бутылку шампанского, удовлетворённые тем, как хорошо им удалось завершить это дело. Тем временем, незаметно покинув вагон, Вики направляется в мастерскую к Джорджу, адрес которой указан в письме. Джордж узнаёт Вики, и подтверждает, что вчера в гостинице общался с её братом. После того, как Вики разражается слезами, Джордж предлагает ей свою помощь в этом деле. Оставив её в мастерской, Джордж направляется в гостиницу «Единорог», где снимает номер прямо над тем, где проживал Джордж. Осмотрев фасад гостиницы, Джордж замечает, что на этаже под ним шесть балконов, но только пять комнат.
Он возвращается в мастерскую, чтобы взять с собой Вики. Так как в гостинице намечается бал-маскарад по случаю открытия выставки, Вики надевает маску, чтобы её не узнали мадам Эрве и Нарцисс, и под видом возлюбленной Джорджа проходит вместе с ним в его номер. Среди ночи Джордж крадёт из комнаты Нарцисса связку ключей и открывает гостиничный сейф, в котором находит бухгалтерские документы. Он видит, что квитки по оплате номера Джорджа кто-то сознательно вырвал. Затем из своей комнаты Джордж спускается по верёвке на балкон нижнего этажа, но ему не удаётся открыть плотно закрытые ставни. Понимая, что номера в гостинице смежные, он заходит в соседний со своим номер, спускается из него вниз, а затем открывает дверь в номер 19, который занимал Джонни. Там Вики находит вещи, принадлежавшие её брату. Определив место, где была входная дверь, Джордж легко пробивает в этом месте стену, встречая в коридоре приближающихся к нему комиссара полиции и мадам Эрве. Она рассказывает, что прошлой ночью по её указанию рабочие, которые делают в гостинице ремонт, заделали вход в комнату. Под давлением комиссара мадам Эрве сознаётся и рассказывает правду. Вчера среди ночи Джонни стало плохо, и она вызвала врача. Тот установил, что Джонни заболел бубонной чумой и его срочно отправили в монастырский госпиталь за переделами Парижа. Не слушая дальнейших объяснений, Вики и Джордж срочно едут в этот госпиталь. По дороге Джордж берёт с собой знакомого врача, доктора Харта (Андре Морелл), который предполагает, что Джонни мог заразиться чумой в Неаполе. В госпитале с большими трудностями им удаётся добиться, что в больнице действительно содержится инфекционный больной. Вскоре появляются комиссар и мадам Эрве. Она объясняет, что Всемирная выставка — это крупнейшее международное мероприятие, на которое прибыли сотни тысяч гостей, что обещает всем заинтересованным сторонам огромные доходы. Если бы стало известно, что в городе обнаружен заболевший чумой, туристы бы немедленно уехали из города, и всё грандиозное коммерческое предприятие провалилось бы. Потому, по указанию оргкомитета выставки она сделала так, чтобы никто ничего не узнал, как будто Джонни вообще не существовало. Они ничего не объяснили Вики, так как не были уверены, что она никому не расскажет о случившемся. Из палаты больного выходит доктор Харт, который говорит, что кризис у Джонни миновал, и у него есть шанс выжить. Вики заходит в палату и наконец видит брата.

## В ролях
- Джин Симмонс — Вики Бартон
- Дерк Богард — Джордж Хэтэуэй
- Дэвид Томлинсон — Джонни Бартон
- Марсель Понсен — Нарцисс
- Кэтлин Несбитт — мадам Эрве
- Онор Блэкман — Рода О’Донован
- Бетти Уоррен — миссис О’Донован
- Зена Маршалл — Нина
- Юджин Деккерс — дневной портье
- Феликс Эйлмер — британский консул
- Андре Морелл — доктор Харт
- Остин Тревор — комиссар полиции
- Наташа Соколова — Шарлотта
- Нелли Арно — мадам Верни

## История создания фильма

### История, положенная в основу фильма
Как отмечено во многих источниках, общий сюжет фильма основан на городской легенде XIX века, известной также как «Исчезающий гостиничный номер» или «Исчезающая леди», которая послужила источником вдохновения для нескольких художественных произведений. Первая опубликованная версия легенды была написана Нэнси Винсент Макклелланд (англ.  Nancy Vincent McClelland) и под названием «Тайна парижской выставки» опубликована в газете The Philadelphia Inquirer от 14 ноября 1897 года.
В следующий раз эта история появилась в газете Detroit Free Press в 1898 году под названием «Рассказы на крыльце: исчезновение миссис Колен» (англ. Porch Tales: The Disappearance of Mrs. Kneeb), и её автором был Кеннет Херфорд (англ.  Kenneth Herford). Роман немецкой писательницы Ансельмы Гейне (англ.  Anselma Heine) «Явление» (нем. Die Erscheinung) (1912) развивает ту же идею. Этот роман был экранизирован в виде одного из эпизодов под названием «Видение» в фильме 1919 года «Сверхъестественные истории» (нем.  Unheimliche Geschichten). Роман Мари Беллок Лаундс «Конец медового месяца» (англ. The End of Her Honeymoon) (1913) также включал эту легенду. Сходный сюжет использован Лоуренсом Райзингом (англ. Lawrence Rising) в романе 1920 года «Та, которая была Еленой Касс» (англ. She Who Was Helena Cass), в романе сэра Бэзила Томсона (англ. Basil Thomson) 1925 года «Исчезновение миссис Фрейзер» (англ. The Vanishing of Mrs. Fraser) и у Эрнеста Хэмингуэя в романе 1926 года «Вешние воды».
На этой истории был основан и сценарий Теи фон Харбоу к фильму «Замутнённые следы» (1938), а также отчасти фильм Альфреда Хичкока «Леди исчезает» (1938). Идея также использована в фильмах нуар «Леди-призрак» (1944) и «Опасный круиз» (1953), а позднее в триллерах «Банни Лейк исчезает» (1965), «Неистовый» (1988) и «План полёта» (2005).
В 1955 году на телевидении вышел эпизод сериала-антологии «Альфреда Хичкок представляет» под названием «Растворился в воздухе» (1955), который основан на той же легенде.

### Создатели фильма и исполнители главных ролей
Фильм основан на романе британского писателя Энтони Торна 1947 года «Так долго на ярмарке», сценарий написан Хью Миллсом совместно с Торном.
Режиссёрами фильма стали Энтони Дарнборо и Теренс Фишер. Дарнборо в 1947—1956 годах был продюсером 17 фильмов, а как режиссёр за свою карьеру поставил ещё только один фильм «Изумленное сердце» (1950). Значительно более значимая режиссёрская карьера была у Фишера. Как пишет историк кино Стаффорд, в начале своей карьеры Фишер проявлял склонность к мелодрамам и триллерам, таким как «Украденное лицо» (1952) и «Ловушка для человека» (1953). Позднее Фишер «приобрел культовый статус благодаря своим стильным фильмам ужасов того времени для Hammer Studios», среди которых «Проклятие Франкенштейна» (1957), «Дракула» (1958), «Мумия» (1959) и «Проклятие оборотня» (1961).
Как отмечает Стаффорд, «и Джин Симмонс, и Дерк Богард были восходящими молодыми звездами британской киноиндустрии, когда они появились в этом фильме». Богард, которому после двух его предыдущих фильмов «Парни в коричневом» (1949) и «Синяя лампа» (1950) грозила опасность стать типичным хулиганом, заметил в интервью того времени: «…лично я немного устал от ролей мелких прощелыг и мошенников, какими бы они ни были и в какой бы период ни появлялись. Этот фильм показался мне освежающей переменой после всех этих блужданий по тёмным воровским углам. В кои-то веки я не был крутым и хитрым, не был преисполнен безрассудной отваги, которая проистекает из трусости».
Богард и Симмонс никогда раньше не снимались вместе (и никогда больше не будут сниматься), но, по словам Стаффорда, «они получали наслаждение от тесных рабочих отношения на съёмках фильма». Богард вспоминал: «Джин, пожалуй, самая милая девушка, которую вы могли бы пожелать встретить, и всё, что вы читали о её естественности и бесхитростности, — это абсолютная правда. У нее отличное чувство юмора, и в один прекрасный день я хотел бы сняться с ней в комедии». Симмонс также высоко оценила Богарда, заявив: «Он был таким весёлым и отлично смеялся. Я любила Дерка и надеялась, что, возможно, однажды мы поженимся; но я мечтала, я фантазировала… Я никогда по-настоящему не знала его. Я не знала, что он гей — в те дни люди об этом не говорили».
В другом интервью Богард признался, что на самом деле его не интересовал этот фильм, добавив: «Но я должен был это сделать, и в тот момент я был очень влюблен в Джин Симмонс. В компании Rank подумали, что было бы отлично поощрить двух своих молодых звёзд к сближению, и нам предложили этот фильм, который должен был привести к нашей помолвке. К сожалению, к тому времени, когда фильм был закончен, Джин влюбилась в Стюарта Грейнджера, что свело на нет все рекламные усилия студии»
По словам Стаффорда, этот фильм «помог Богарду продвинуться по карьерной лестнице. Продюсер фильма Бетти Э. Бокс была настолько впечатлена игрой Богарда», что предложила ему главную роль в романтической комедии «Доктор в доме» (1954), которая принесла ему известность в Англии и привела к многочисленным сиквелам, в двух из которых Богард также сыграл главную роль — «Доктор на море» (1955) и «Доктор на свободе» (1957).

### Производство и прокат фильма
Название фильма взято из четвертой строчки известной английской детской народной песни «Джонни так долго был на ярмарке», которая известна с 1770-х годов: «О, в чем дело, И в чем дело, О, в чем дело, Джонни долго был на ярмарке».
Фильм снимался на киностудии Pinewood Studios в Лондоне, натурные съёмки проходили в Париже
Фильм вышел в прокат в Великобритании 31 мая 1950 года. Премьера фильма в США состоялась 20 января 1950 года в Нью-Йорке. В широкий прокат в США он вышел 29 марта 1951 года.
Фильм хорошо зарекомендовал себя в прокате, собрав к 1953 году 132 000 фунтов стерлингов.
При последующих показах в США фильм выходил под названием «Чёрное проклятие» (англ. The Black Curse).

## Оценка фильма критикой

### Общая оценка фильма
Как написал историк кино Джефф Стаффорд, «отзывы критиков о фильме были в целом положительными, и многие отмечали, что инцидент, который положен в основу сюжета, был навеян известным делом об исчезновении, которое приобрело мифические масштабы городской легенды».
Как было отмечено после выхода картины в газете «Нью-Йорк Таймс», «британские кинематографисты, которые по какой-то таинственной причине, как правило, любят загадки, снова прибегли к этому приёму». Историю о пропавшем человеке «они сделали достаточно напряжённой и наняли целый взвод профессионалов, которые с лёгкостью и убедительностью исполняют свои роли, которые, написаны как на французском, так и на английском языках». Фильм «неторопливо вводит в суть происходящего, и вскоре становится понятно, что это историческое произведение основано на мрачной истории, ставшей почти легендой». Для тех, кто знает эту историю, события могут показаться «не такими уж захватывающими, как хотелось бы ожидать», тем не менее, никто на этом фильме «скорее всего, не заскучает. Развязка, хотя и необычна, но правдоподобна». По мнению критика, режиссёры Теренс Фишер и Энтони Дарнборо «позаботились о том, чтобы поместить актёров, очаровательно одетых в викторианские костюмы и цилиндры, в подлинные шумные, беззаботные и весёлые парижские кварталы. Хотя атмосфера в фильме не такая напряжённая, как можно было бы ожидать, это, тем не менее, хорошо рассказанная и интригующая история».
По мнению Стаффорда, «несмотря на неторопливый темп, интригующее повествование сохраняет интерес благодаря неожиданному, но правдоподобному разрешению, а аутентичные исторические детали, богатая художественная постановка и безупречное исполнение главных ролей помогают развеять недоверие».
Кинокритик Деннис Шварц назвал картину «необычным триллером, очень похожим по сюжету на фильм Хичкока „Леди исчезает“ (1938)». По мнению критика, «постановка крепкая и мастерская. Первая половина держит в жутком напряжении, а затем передача переключается, и всё становится больше похоже на обычный фильм о сыщике-любителе. Фильм так и не переходит в нечто жуткое, чего можно было бы ожидать от фильмов Фишера… Картина удерживает внимание на всём протяжении, поскольку тайна сохраняется до самого конца».
Другой современный критик Дерек Виннерт назвал этот «британский фильм нуар привлекательной, хорошо проработанной экранизацией некогда знаменитого детективного триллера Энтони Торна 1947 года». По мнению рецензента, режиссёры сняли «фильм слишком мягко и сдержанно», но его отличают «привлекательные актёрские работы», а также красивые костюмы, декорации и натурные съёмки.

### Оценка актёрской игры
Как отмечено в рецензии «Нью-Йорк Таймс», «Джин Симмонс в роли страдающей от горя сестры создаёт образ очаровательной девушки с широко раскрытыми глазами, которая ищет ключ к загадке, что не только правдоподобно, но и придает роли красоту и достоинство. Её красивый визави Дерк Богард, несмотря на излишнюю беспечность, является надежным помощником для женщины, попавшей в беду». Также обращают на себя внимание «Кэтлин Несбитт в роли расчётливой владелицы отеля, Марсель Понсен в роли её чопорного и нервного брата, Феликс Эйлмер в роли строгого, но доброго британского консула, Дэвид Томлинсон в роли разыскиваемого брата и Остин Тревор в роли комиссара полиции, которые оказывают отличную поддержку ведущим актёрам».